# Palma de Gandía
Palma de Gandía è un comune spagnolo di 1 687 abitanti situato nella comunità autonoma Valenciana. Una piazza del Comune di Bolognetta in Sicilia è intitolata a Palma de Gandia a ricordo del gemellaggio con la cittadina siciliana.

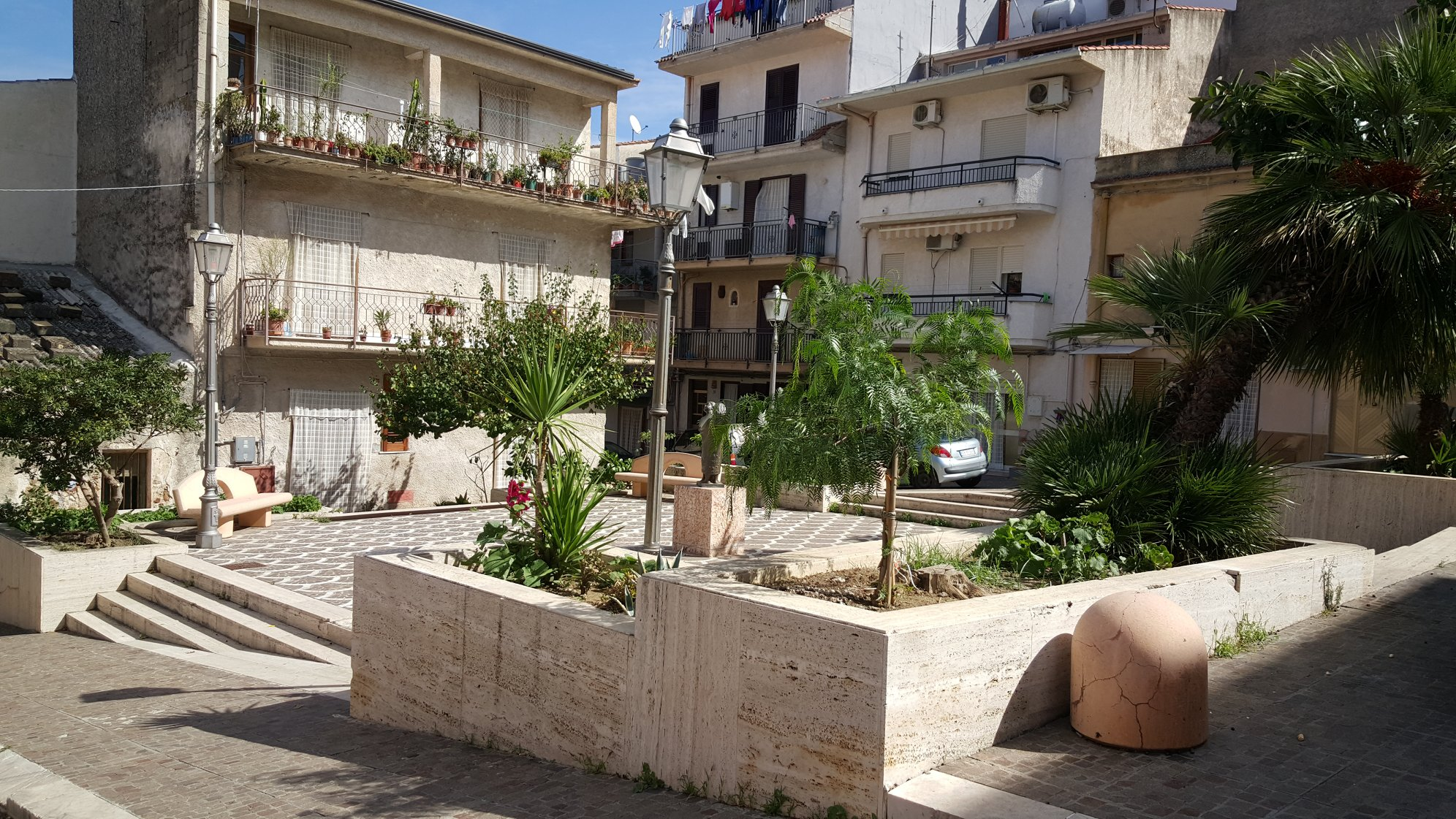
Piazza Palma de Gandia